# Синегорія
«Синегорія» — радянський чорно-білий художній фільм 1946 року режисерів Ераста Гаріна і Хесі Локшиної. Екранізація повісті Льва Кассіля «Дорогі мої хлопчаки».

## Сюжет
Містечко Затонськ, розташоване на Волзі. Тут ще до початку Великої Вітчизняної війни шкільний учитель Арсеній Петрович Гай і його учні — Капітон Бутирьов, Валерій Черепашкін і Тімсон — склали дуже повчальну казку про чарівну країну під назвою Синегорію, де живуть віддані, добрі і відважні люди і не тільки. Але почалася війна. Арсеній Петрович Гай одним з найперших пішов на військовий фронт, і, захищаючи Ленінград, загинув десь далеко на півночі, ближче до Арктики. Хлопці залишилися одні. Вони організували загін так званих «синегорівців» — що надає допомогу сім'ям фронтовиків, виконує дуже важливі роботи на військовому заводі і все це для того, щоб втілити в життя девіз, який і є в казці про Синегорію — «Відвага, Вірність, Праця — Перемога!». Отримавши похоронний лист, що повідомляє про загибель Арсенія Петровича Гая, хлопці називають катер, полагоджений ними самими, ім'ям свого вчителя. Кінцева мета їх подорожі на катері «Арсеній Гай» — місце загибелі їх найулюбленішого шкільного вчителя…

## У ролях
- Борис Барнет —  Арсеній Петрович Гай, метеоролог
- Олексій Консовський —  Льошка Ходуля
- Павло Оленєв —  Корній Павлович, майстер
- Іван Любєзнов —  секретар райкому
- Костянтин Сорокін —  Пашков, мічман
- Герман Новиков —  Капітон Бутирьов, ремісник
- Лілія Шарапова —  Римма, сестра Бутирьова
- Ніна Тер-Осипян —  вчителька
- Лев Абрамов —  Валера Черепашкін
- Г. Гейман —  Тімсон
- Валентин Матицин —  Сташук, юнга
- Ераст Гарін — епізод
- Павло Оленєв —  Дрон Садова Голова
- Степан Каюков —  Фанфарон, злий король
- Сергій Комаров —  міністр
- Григорій Михайлов —  Ізобар
- Іван Лагутін — епізод
- Л. Вісенте — Мельхіора
- Євген Самойлов —  Амальгама, майстер

## Знімальна група
- Автор сценарію: Лев Кассіль
- Режисери: Ераст Гарін, Хеся Локшина
- Оператор: Сергій Урусевський
- Художники: Петро Пашкевич, Олена Сафонова
- Композитор: Павло Арманд